# Olin Wilson
Olin Chaddock Wilson (San Francisco (Californië), 13 januari 1909 - ?, 13 juli 1994) was een Amerikaans astronoom die vooral bekendheid kreeg door zijn werk aan de spectra van sterren.
Wilson werd geboren als de zoon van een advocaat in San Francisco. Al op vroege leeftijd raakte hij geïnteresseerd in natuurkunde. Hij studeerde aanvankelijk astronomie en natuurkunde aan de University of California in Berkeley en in 1934 behaalde hij zijn doctoraat aan het California Institute of Technology.
Wilson was verbonden aan het Mount Wilson Observatorium waar hij onderzoek deed aan de chromosferen van sterren. Hij ontdekte dat ook andere sterren dan de zon een "zonnevlek" cyclus vertoonden. Samen met Manali Bappu ontdekte hij ook een verband tussen de Ca II lijnen in spectra van sterren en de lichtkracht van die sterren. Dit werd bekend als het Wilson-Bappu effect.
In 1984 ontving Wilson de Bruce Medal voor zijn werk.